# 愉欣
愉欣（英語：Yu Yan，代號：R37）是香港沙田區議會下轄的選區，2003年設立，2023年取消，末任為區議員獨立民主派勞越洲。

## 範圍
愉欣選區位於小瀝源，包括亞公角漁民新村、插桅杆、芙蓉泌、觀音山、梅子林、牛皮沙、小瀝源、多石、欣廷軒和愉翠苑，其中愉翠苑佔整區人口的大約六成。名稱由第一城站以東的愉翠苑和欣廷軒各取首字而成，與其相鄰的選區有水泉澳、王屋、愉城、第一城、帝怡、廣源、廣康、鞍泰以及大水坑，而鄉郊一帶則與黃大仙區和西貢區連接，投票站設於林大輝中學。
值得一提的是亞公角漁民新村一帶居民在2010年開始爭取劃入亞公角街沿線的大水坑選區，但基於兩區人口符合法例不作改動的要求而不得要領。

## 沿革
欣廷軒和愉翠苑於2001年落成，帶動人口增加，由於遠離以石門為主的碧湖選區，故以兩個屋苑為中心分拆出新選區，並且包括亞公角漁民新村、插桅杆、芙蓉泌、觀音山、梅子林、牛皮沙、小瀝源、多石等鄉村地帶。
2003年區議會選舉，本區吸引到民主黨前區域市政局議員周偉東與公民力量姚嘉俊爭奪，最終姚嘉俊以1,136票勝出，多於周偉東的901票。
2007年區議會選舉，周偉東轉往王屋選區參選，結果該次選舉由公民力量姚嘉俊以2,188票多於獨立人士林致興的633票。
2011年區議會選舉，當時人口估算約16,541人，其中有8,470位選民，議席由公民力量成員姚嘉俊，公民黨成員周耀]爭奪，最終姚嘉俊以2,737票擊敗周耀康勝出。2014年2月12日新民黨與公民力量結盟，姚嘉俊亦跟隨加入。
2015年區議會選舉，人口估算約18,197人，其中9,486位選民，姚嘉俊在未有其他對手下自動當選。
2019年區議會選舉，姚嘉俊被前公民力量黨友，獲民主派推薦的勞越洲挑戰，勞上屆參選松田選區後，被招攬為風雲計劃成員之一，由建制派身份轉投泛民主派，結果成功集中民主派支持以過千票之差擊敗姚嘉俊。2021年7月8日，因應政府計劃追討協助民主派初選區議員的酬金津貼傳聞所帶動的區議員辭職潮中，勞越洲辭去區議員職務。
2023年區議會選舉，姚嘉俊獲新民黨支持，與民建聯支持的朱煥釗、經民聯支持的周秉謙競逐本區所在的沙田東區議會席位，最終姚嘉俊和朱煥釗分別以12,766票和11,128票當選，周秉謙則以4,105票落敗。

## 歷屆議員
| 屆別                 | 議員   | 政治聯繫                   |      |
| -------------------- | ------ | -------------------------- | ---- |
| 2004年－2007年       | 姚嘉俊 | 公民力量                   |      |
| 2008年－2011年       | 姚嘉俊 | 公民力量                   |      |
| 2012年－2015年       | 姚嘉俊 | 公民力量→公民力量／ 新民黨 |      |
| 2016年－2019年       | 姚嘉俊 | 新民黨／公民力量           |      |
| 2020年－2021年7月8日 | 勞越洲 | 沙田社區關注社             |      |
| 2021年7月9日－2023年 | 懸空   | 懸空                       | 懸空 |

## 歷屆選舉結果
| 政党   | 政党                    | 候选人    | 票数  | %     | ±      |
| ------ | ----------------------- | --------- | ----- | ----- | ------ |
|        | 新民黨/公民力量         | ①. 姚嘉俊 | 3,578 | 43.27 | -32.30 |
|        | 民主動力/沙田社區關注社 | ②. 勞越洲 | 4,691 | 56.73 | +38.14 |
| 多数票 | 多数票                  | 多数票    | 1,113 | 13.40 | -27.74 |

| 政党 | 政党            | 候选人 | 票数     | %      | ±      |
| ---- | --------------- | ------ | -------- | ------ | ------ |
|      | 新民黨/公民力量 | 姚嘉俊 | 自動當選 | 不適用 | 不適用 |

| 政党   | 政党     | 候选人    | 票数  | %     | ±      |
| ------ | -------- | --------- | ----- | ----- | ------ |
|        | 公民力量 | ①. 姚嘉俊 | 2,737 | 75.57 | -1.99‬  |
|        | 公民黨   | ②. 周耀康 | 885   | 24.43 | 不適用 |
| 多数票 | 多数票   | 多数票    | 1,852 | 51.14 | -3.98  |

| 政党   | 政党     | 候选人    | 票数  | %     | ±      |
| ------ | -------- | --------- | ----- | ----- | ------ |
|        | 公民力量 | ①. 姚嘉俊 | 2,188 | 77.56 | +21.79 |
|        | 無黨派   | ②. 林致興 | 633   | 22.44 | 不適用 |
| 多数票 | 多数票   | 多数票    | 1,555 | 55.12 | +43.58 |

| 政党   | 政党     | 候选人    | 票数  | %     | ±      |
| ------ | -------- | --------- | ----- | ----- | ------ |
|        | 民主黨   | ①. 周偉東 | 901   | 44.23 | 新選區 |
|        | 公民力量 | ②. 姚嘉俊 | 1,136 | 55.77 | 新選區 |
| 多数票 | 多数票   | 多数票    | 235   | 11.54 | 新選區 |